# Ségalas (Lot i Garonna)
Ségalas – miejscowość i gmina we Francji, w regionie Nowa Akwitania, w departamencie Lot i Garonna.
Według danych na rok 1990 gminę zamieszkiwało 189 osób, a gęstość zaludnienia wynosiła 15 osób/km² (wśród 2290 gmin Akwitanii Ségalas plasuje się na 988. miejscu pod względem liczby ludności, natomiast pod względem powierzchni na miejscu 900.).